# Cochlidium wurdackii
Cochlidium wurdackii är en stensöteväxtart som beskrevs av Luther Earl Bishop. Cochlidium wurdackii ingår i släktet Cochlidium och familjen Polypodiaceae. Inga underarter finns listade.